# Waldwiese im Mahdental
Waldwiese im Mahdental ist ein mit Verordnung des Regierungspräsidiums Nordwürttemberg vom 5. November 1971 ausgewiesenes Naturschutzgebiet mit der Nummer 1.030.

## Lage
Das Naturschutzgebiet befindet sich im Naturraum Schönbuch und Glemswald und liegt etwa 2500 Meter nordwestlich von Musberg im Tal des Mahdenbaches. Das Schutzgebiet ist Teil des FFH-Gebiets Nr. 7220-311 Glemswald und Stuttgarter Bucht und ist vollständig umgeben vom Landschaftsschutzgebiet Nr. 1.15.089 Glemswald.

## Schutzzweck
Schutzzweck ist die Erhaltung der ungedüngten Nasswiese mit reicher Flora.

## Flora
Die Waldwiese weist einen reichen Bestand an Trollblumen und der Orchideenart Breitblättriges Knabenkraut auf. Erwähnenswert ist ferner das Vorkommen des Lungen-Enzians. Am angrenzenden Ufergehölzsaum des Mahdenbaches wachsen die Pflanzenarten Große Sterndolde, Wald-Geißbart und Berg-Flockenblume.